# Відчуження (право)
Відчу́ження, ви́власнення, вивла́снювання — перехід прав власності від однієї особи до іншої.
Відчуження передусім пов'язано з переходом прав від одного суб'єкта до іншого, і не може детермінуватися виключно як передавання речі, майна, оскільки майно може бути передано в оренду, користування при збереженні права власності за власником, а не користувачем.
При цьому варто враховувати, що акт відчуження в правовому аспекті повинен мати чітко визначену мету фактичного передання речі одразу або в майбутньому (у натурі).
Відчуження проводиться головним чином по волі первинного власника на основі договору з набувачем майна або на підставі рішення суду в примусовому порядку (конфіскація).
Рішення про відчуження нерухомого й іншого цінного майна, що до неповнолітніх, батьки можуть приймати за згодою органів опіки та піклування, а безоплатне відчуження майна (наприклад дарування) узагалі не допускається.
Відчуження може бути відшкодувальним, платним, або безплатним, у формі дарування, як-то під час воєнного стану.